# هرگزم نقش تو از لوح دل و جان نرود
غزلی با مطلع «هرگزم نقش تو از لوح دل و جان نرود» غزل شمارهٔ ۲۲۳ از دیوانِ حافظ در تصحیحِ محمد قزوینی و قاسم غنی است.

## در اجراها
ایرج و عهدیه در برنامهٔ شمارهٔ ۴۹۶ از مجموعهٔ گل‌های رنگارنگ این غزل را در آوازِ بیات زند اجرا کرده‌اند.